# Faverolles (pollo)
Faverolles è una razza pesante di pollo originaria della Francia, e più precisamente dell'omonimo villaggio da cui prende il nome. Nata come pollo da carne a partire da molte razze incrociate tra loro, la razza è diventata nel XX secolo principalmente un pollo da esposizione, grazie a varie caratteristiche fisiche. Si tratta di un pollo possente e dal ricco piumaggio, dotato di cresta semplice e di una folta barba. I tratti più salienti sono la colorazione principale, la Salmonata, e il fatto di essere pentadattilo, ovvero di possedere cinque dita, a differenza della maggior parte dei polli che ne ha quattro. Le zampe sono anche parzialmente impiumate. Gli allevatori tedeschi si sono concentrati all'inizio del '900 a selezionare la razza cambiando diverse caratteristiche, e sono riusciti a creare una loro versione, tutt'oggi presente, chiamata appunto Faverolles Tedesca.

## Origini
Nel XIX secolo in alcuni paesi europei il mercato del pollo da carne era in continua crescita. A tale scopo venivano utilizzati i polli presenti nelle campagne, ma con l'arrivo delle grandi razze asiatiche, gli allevatori cercarono di aumentare la mole e il peso del loro pollame utilizzando le nuove arrivate.
Anche in Francia il mercato era sempre più in espansione, per cui gli allevatori si prefissarono lo scopo di creare un pollo da carne che potesse soddisfare le esigenze dei mercati parigini. Tutto iniziò intorno alla metà dell'800, nel dipartimento dell'Eure-et-Loir, intorno alla città di Houdan, la quale ha dato il nome all'omonima razza francese. E la selezione partì utilizzando proprio la Houdan, a quel tempo nota razza da carne pentadattila che presentava però lo sconveniente di essere dotata sia di un grande ciuffo di penne che di barba e favoriti, caratteristiche considerate un difetto per un pollo da carne. Gli allevatori cercarono quindi di eliminare il ciuffo ma di mantenere il rapido accrescimento e il buon peso della Houdan, e utilizzarono nella selezione molte altre razze, decisamente diverse l'una dall'altra: Brahma, Cocincina, Coucou de Rennes, Langshan e Dorking. Il materiale da cui si partì fu dunque molto eterogeneo sia morfologicamente che geograficamente; si usarono infatti razze di origine asiatica, inglese e francese.
Ovviamente un insieme di geni e caratteristiche così diversi diede luogo a un risultato altrettanto eterogeneo. Il merito di aver fissato la razza va a Roullier Arnoult, direttore della scuola di avicoltura di Gambais, il quale iniziò una selezione molto più accurata e cercò la più grande omogeneità possibile. Così nel 1870 videro la luce i primi esemplari della nuova razza, che prese il nome di Faverolles, dal nome del villaggio vicino al luogo di selezione, tra Dreux e Houdan. Questi primi polli erano diversi dall'attuale Faverolles: il piumaggio era bianco nel gallo e fulvo o rosso nella gallina, e le dita potevano essere quattro o cinque. Tuttavia veniva data preferenza agli esemplari con quattro dita, dall'accrescimento più rapido e di costituzione più forte.
Quando raggiunse l'Inghilterra, la Faverolles diventò oggetto di intensa selezione, la quale è stata continuata in Germania, con lo scopo di: aumentare la mole, accorciare il corpo e modificare la forma. Nel 1912 saltò fuori il prodotto di tale selezione, che venne chiamato Deutsche Lachshuehner (Pollo Salmonato Tedesco). I tedeschi si appropriarono quindi della paternità della razza, e solo quasi un secolo più tardi, nel 2001, la razza venne chiamata Faverolles Tedesca. In Germania la tipologia originale, quella francese, non è stata mai riconosciuta, mentre la Francia ha accettato entrambe, chiamandole Faverolles Claire (Faverolles Chiara) e Faverolles Foncé (Faverolles Scura). Questa distinzione è stata fatta in base alla differenza presente nella colorazione principale: la Faverolles Francese si presenta in una colorazione più chiara, definita Argentata Frumento, mentre la Tedesca in una più scura, chiamata Salmonata.

## Standard

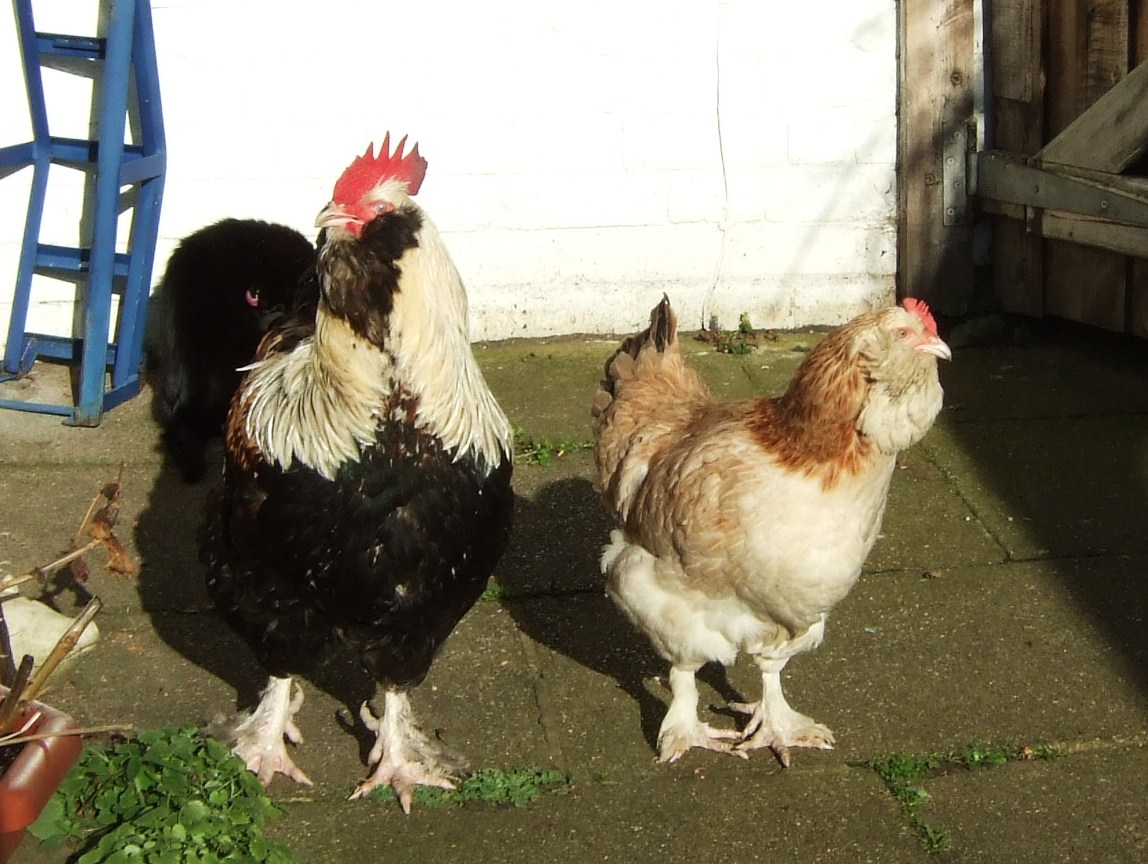
Coppia di Faverolles Tedeschi, colorazione Salmonata.

La Faverolles è un pollo imponente e pesante, dotato di piumaggio abbondante e di un corpo largo e lungo. Nonostante la sua mole è un volatile dal portamento maestoso ed elegante, privo di grossolanità e pesantezza.
- Testa: larga e forte, rappresenta uno dei punti principali della razza, grazie alla barba e ai favoriti.
- Becco: forte e corto, di color corno.
- Cresta: semplice e dritta in entrambi i sessi. Di media grandezza.
- Occhi: di colore rosso/arancio.
- Orecchioni: rosati o rossi, piccoli e completamente nascosti dai favoriti.
- Bargigli: piccoli e rudimentali, nascosti dalla barba.
- Barba: folta e abbondante.
- Favoriti: abbondanti e ben sviluppati.
- Collo: forte e largo, dotato di abbondante mantellina.
- Tronco: forte e voluminoso.
- Spalle: larghe.
- Dorso: piatto, più largo che lungo.
- Ali: non molto grandi, forti, corte e aderenti al corpo.
- Coda: larga alla base, di media grandezza e portata quasi orizzontalmente, formando un angolo di 45° con la linea dorsale. Le lanceolate della groppa sono molto abbondanti.
- Petto: largo e ben sviluppato, portato leggermente in alto.
- Ventre: ben sviluppato.
- Zampe: forti e di media lunghezza. Tarsi robusti, di colore bianco rosato, leggermente piumati all'esterno. Cinque dita, nude e forti. Il quinto dito è ben separato dal quarto e portato verso l'alto.
- Piumaggio: morbido e abbondante.
- Peso: gallo kg 4,000 gallina kg 3,500.
- Misura anello: gallo 22 mm gallina 20 mm.
- Peso uovo: 55 gr.
- Colore uovo: rosato.
- Difetti gravi: tronco slanciato, peso di molto inferiore a quanto richiesto, barba scarsa o addirittura assente, garretti d'avvoltoio, presenza di quattro dita, malformazione del quinto e del quarto dito.

### Faverolles Tedesca
Mantiene le caratteristiche dell'originale, pur essendo più robusta e larga.
- Testa: piccola in proporzione al corpo.
- Cresta: semplice e dritta in entrambi i sessi. Abbastanza piccola.
- Becco: corto e forte, di color corno.
- Occhi: di colore rosso/arancio.
- Orecchioni: rosati o rossi, piccoli e completamente nascosti dai favoriti.
- Bargigli: piccoli e rudimentali, nascosti dalla barba., o inesistenti.
- Barba: folta e abbondante.
- Favoriti: abbondanti e ben sviluppati.
- Collo: forte e largo, dotato di abbondante mantellina. Nella femmina è dotato di una frisure abbastanza sviluppata.
- Tronco: lungo e largo, profondo portato orizzontalmente. Ha la forma di un rettangolo.
- Spalle: larghe.
- Dorso: largo e lungo, con groppa piatta e larga.
- Ali: piccole, portate orizzontalmente e aderenti al corpo.
- Coda: piuttosto corta, soprattutto nella gallina, e nel gallo dotata di falciformi abbondanti.
- Petto: largo, arrotondato e profondo.
- Ventre: ben sviluppato.
- Zampe: forti e corte. Tarsi molto robusti e color carne, leggermente piumati all'esterno. Cinque dita. Dito esterno leggermente impiumato. Quarto dito più alto delle altre, e portato orizzontalmente. Quinto dito impiantato sopra il quarto, diretto verso l'alto e più lungo del quarto.
- Piumaggio: largo e abbondante.
- Peso: gallo kg 4,000 gallina kg 3,200.
- Misura anello: gallo 24 mm gallina 22 mm.
- Peso uovo: 55 gr.
- Colore uovo: rosa chiaro
- Difetti gravi: tronco stretto e corto, peso di molto inferiore a quanto richiesto, dorso inclinato, barba scarsa o addirittura assente, garretti d'avvoltoio, quattro dita, coda portata verticalmente, cresta molto grande, malformazione del quinto e del quarto dito.

## Colorazioni
La varietà originale della Faverolles Francese, ovvero la Faverolles Claire, è l'Argentata Frumento, che è appunto più chiara rispetto alla varietà principale della Faverolles Tedesca, la Salmonata. La differenza tra queste due colorazioni sta soprattutto nella parte superiore del piumaggio (mantellina, dorso, spalle e ali): nella Tedesca la colorazione tende al bruno rossastro nel gallo e nel rosso salmone nella gallina, mentre nella Francese è bianco crema nel gallo e salmone chiaro nella gallina. La Faverolles Francese è presente anche nella colorazione Sparviero, mentre quella Tedesca in molte altre varietà: Bianca, Bianca Columbia, Blu, Nera.

## Qualità
La Faverolles è nata come razza produttrice di carne dalla pelle bianca, ma oggi è soprattutto un ottimo animale da compagnia e da esposizione. Sono polli infatti dal carattere mansueto e docile, che si adattano a vivere in un giardino recintato. Tuttavia rischiano di ingrassare, per cui lo spazio a loro disposizione non deve mai essere poco né devono essere alimentati in eccesso con le miscele di granaglie. Amano muoversi, ma sono cattivi volatori, quindi se allevati in recinto, lo steccato può anche essere basso. Essendo nati come polli da carne, crescono abbastanza in fretta, a differenza dei progenitori asiatici. Le galline iniziano a deporre presto, e producono uova sia in estate che in inverno, anche se la produzione non sarà mai alta come quella di razze ovaiole e/o leggere. L'istinto alla cova è raro, se non assente.